# Tổ chức Bộ gen loài người
Tổ chức Bộ gen loài người viết tắt là HUGO (tiếng Anh: Human Genome Organisation) là một tổ chức phi chính phủ và phi lợi nhuận quốc tế, tham gia vào thực hiện các Dự án bản đồ gen người (Human Genome Project) .
HUGO được thành lập vào năm 1989 ở phạm vi một tổ chức quốc tế, nhằm thúc đẩy sự hợp tác giữa các nhà khoa học về gen trên thế giới.
Ủy ban HUGO về danh mục gen (HGNC, HUGO Gene Nomenclature Committee), đôi khi gọi là "HUGO", là một trong những ủy ban hoạt động mạnh nhất của HUGO hỗ trợ việc gán tên gen đơn nhất và biểu tượng cho mỗi gen con người .

## Lịch sử
HUGO được thành lập vào tháng 4/1988 tại cuộc họp đầu tiên dành cho lập bản đồ bộ gen người tại Cold Spring Harbor. Các ý tưởng bắt đầu tổ chức bắt nguồn từ nhà sinh vật học Nam Phi bằng tên của Sydney Brenner, người được biết đến với những đóng góp đáng kể của mình để làm việc trên các mã di truyền và các lĩnh vực khác của sinh học phân tử, cũng như ông đã đoạt Giải Nobel Sinh lý và Y khoa vào năm 2002. Một hội đồng sáng lập đã được bầu tại cuộc họp với tổng số 42 nhà khoa học đến từ 17 quốc gia khác nhau.
HUGO có trụ sở tại Geneva, Thụy Sĩ. Sau này HUGO đã bầu bổ sung 178 thành viên, nâng tổng số lên 220 .

## Hoạt động
Năm 2000, đã có mặt bản dự thảo "đầy đủ" đầu tiên của bộ gen người. Năm 2003 thì hoàn thành các tiêu chí áp dụng cuối cùng đã được công bố.
Nhiễm sắc thể 1, thành viên cuối cùng của 23 cặp nhiễm sắc thể người đã được phân tích rất chặt chẽ vào năm 2005/2006. Thông qua hơn 160 nhà khoa học từ Anh Quốc và Hoa Kỳ, các dữ liệu trình tự gen đã được công bố ở tập 441 trên tạp chí Nature.
| Tt. | Nhiệm kỳ  | Chủ tịch                 | Từ nước   |
| --- | --------- | ------------------------ | --------- |
| 11. | 2017-...  | Charles Lee              | Hoa Kỳ    |
| 10. | 2013-2016 | Stylianos E. Antonarakis | Hy Lạp    |
| 9.  | 2007-2012 | Edison T. Liu            | Singapore |
| 8.  | 2005-2007 | Leena Peltonen           | Phần Lan  |
| 7.  | 2002-2005 | Yoshiyuki Sakaki         | Nhật Bản  |
| 6.  | 2000-2002 | Lap-Chee Tsui            | Hồng Kông |
| 5.  | 1998-1999 | Gert-Jan van Ommen       | Hà Lan    |
| 4.  | 1996-1997 | Grant Sutherland         | Úc        |
| 3.  | 1993-1995 | Thomas Caskey            | Hoa Kỳ    |
| 2.  | 1991-1993 | Walter Bodmer FRS        | Anh       |
| 1.  | 1988-1991 | Victor McKusick          | Hoa Kỳ    |